# Elsa Genest-Arndt
 Elsa Genest-Arndt (* 17. September 1882 in Berlin; † 31. Januar 1956 in Gmund am Tegernsee) war eine deutsche Landschaftsmalerin.

## Leben
Nach dem Besuch von Vogelers Höheren Töchterschule in Berlin-Steglitz lernte Genest-Arndt unter anderem bei Adolf Schlabitz, Conrad Fehr und Hans Licht an der Akademie der Künste in Berlin. Sie malte impressionistische Landschaftsgemälde und Stillleben. Nicht alle ihrer Gemälde sind katalogisiert.
Sie nahm an mehreren Kunstausstellungen in Berlin teil, zum Beispiel an den Großen Berliner Kunstausstellungen 1907 bis 1913 und 1928. In den 1920er Jahren zog Genest-Arndt mehrfach in Berlin um. Sie hatte mehrere Ateliers, darunter eines in Berlin-Mitte am Gendarmenmarkt, ein weiteres gegenüber der Fischerinsel und eines in der Hermannstraße am Wannsee in der Nachbarschaft zur Villa Liebermann. Sie unternahm viele Reisen an die Ostsee, nach Graal-Müritz, Ahrenshoop, Rügen, und in Thüringen. Nach dem Krieg zog Elsa Genest-Arndt an den Tegernsee. Dort setzte sie ihre künstlerische Tätigkeit bis ins hohe Alter fort.

## Werke
- Inselbrücke Berlin Blick aus dem Atelier am Gendarmenmarkt Berlin
- Dornenhaus Ahrenshoop
- Sonniger Wintertag
- Winterimpression
- Winterlandschaft
- Sonniger Waldweg
- Boote an der Ostsee
- Gladiolen
- Villa in Leverkusen
- Hafen Ostsee
- Flaneure in Kraal-Müritz
- Ostseehafen mit Segelbooten
- Junge Frau am Ostseestrand bei Heiligendamm
- Blick aus dem Atelier Gendarmenmarkt
- Heuhocken in Thüringen
- Auf dem Balkon in Gmund
- Ostseeküste Rügen
- Himmel über der Ostsee

## Ausstellungen
- Große Berliner Kunstausstellung, 1907–1913, 1928